# Domenico Pittarini
Domenico Pittarini (Sandrigo, 28 agosto 1829 – El Trebol, 28 novembre 1901) è stato uno scrittore e poeta italiano.
Venne chiamato “L’Omero dei poveri”. Scrive Ferdinando Bandini nelle note introduttive alla ristampa del 1980 che “la politica dei villani venne letta da due generazioni di contadini, durante le veglie nelle stalle, alla scarsa luce della lampada a petrolio. Mandata a memoria da molti, ci sono ancor oggi dei vecchi contadini che ne ricordano larghi brani. Alcuni versi, pronunciati a modo di proverbio, sono diventati i cavalli di battaglia della saggezza campagnola”.

## Biografia
Nacque ad Ancignano di Sandrigo nel 1829. Compì gli studi ginnasiali a Bassano del Grappa, si laureò all'Università di Padova nel 1849 e a Vicenza fece le prime esperienze di farmacista. Membro del “Comitato Liberale Vicentino”, associazione segreta, fu arrestato nel 1859 dalle autorità austriache.
Rimesso in libertà trovò lavoro prima nella farmacia di San Pietro in Gu, poi a Fara Vicentino poté finalmente aprire una propria farmacia e divenne presto, per la generosità e l'arguzia, l'idolo del paese. Fondò con Vittorio Ciscato di Thiene il giornale Summano e collaborò a diversi giornali locali. Visse a Fara per una quindicina d'anni, anni di miseria per la gente di quel paese, consumata dalla pellagra, soffocata dalle tasse e dai debiti: egli dava a credito medicine, zolfo e solfato di rame.
Indebitato e non riuscendo a riscuotere i numerosi crediti, nel 1888 partì per l'America Latina con la vana speranza di fare fortuna. Lì visse stentamente per tredici anni e il 28 novembre 1901 morì a El Trebol (Cordoba). In una lettera inviata al nipote pochi giorni prima della morte scrisse: 
Il Comune di Fara Vicentino ha dedicato al Pittarini la scuola media e il Comune di Sandrigo la biblioteca civica e una via del paese.

## Opere
- Auspicatissime nozze Scalcerle-Cerato, Thiene, Tip. municipale Gaetano Longo, 1872
- A Lorenzo Valente oggi dottore in chimica, Thiene, Tip. municipale Gaetano Longo, 1873
- Per solennizzare la festa di Sant'Antonio al Turra presso Mason: ode, Thiene, Tip. municipale Gaetano Longo, 1873
- Le elezioni comunali in villa, Ristampa a cura di Ettore Beggiato, Grumolo delle Abbadesse, Veneto novo, 1989

Commedia stampata a Schio nel 1912 presso la tipografia dei fratelli Miola, nella quale l’autore sembra descrivere i fatti che caratterizzarono il plebiscito di annessione del Veneto all’Italia nel 1866
- Laude a Molvena e altre poesie in lingua rustica, Ristampa a cura di Fernando Bandini, Vicenza, Neri Pozza Editore, 1980
- La politica dei villani: scene rusticane in due atti in versi, 2. ed., Schio Thiene, L. Marin, 1884

L'opera principale del Pittarini, commedia in due atti scritta a S. Piero in Gù negli anni 1868-69 e ristampata già nel 1884, che ebbe una grandissima diffusione nelle campagne venete a cavallo fra l’Otto e il Novecento.
- Notizie dall'Argentina: Rio Segundo-Cordoba, ottobre 1889, Ristampa a cura di Emilio Franzina, Vicenza, Errepidueveneto, 2001